# 索引大师
索引大师曾是一个美国法律研究数据库，网站域名IndexMaster.com注册于1996年12月19日，1998年开始运行，隶属于索引大师公司（IndexMaster, Inc.）。
该网站允许用户查找和预览法律出版物。检索结果允许研究者在线查看目录和索引。该网站曾获得美国法律图书馆学会（American Association of Law Libraries）2000年度最佳新产品奖。目前，该网站已不再活跃，域名正在出售中。